# 東京ディズニーランド カウントダウン・プレビューナイト
『東京ディズニーランド カウントダウン・プレビューナイト』（Tokyo Disneyland Countdown Preview Nights）は、2006年、2007年の年末に東京ディズニーランドにて開催されたスペシャルイベントである。正式名称は名称の後に開催された年の年号がつく（『東京ディズニーランド カウントダウン・プレビューナイト2006』など）。

## 概要
東京ディズニーランドでは、1983年の開園以降、12月31日に『カウントダウン・パーティー』を開催している。
2001年から2005年の毎年末12月28日-12月30日には、『カウントダウン・パーティー』のパレードをひと足早く体験できる『カウントダウン・パレード』を開催した（天候不良により中止になった事がある）。
『カウントダウン・プレビューナイト』とは、この『カウントダウン・パレード』の開催時間を特別営業時間とし、通常とは別料金にしたものである。
2006年の場合、実施日は12月28日と12月29日の2日間。特別営業の時間は両日19:00-22:30となっている。この時間帯は、専用のパスポートを持っていないと入ることができない。当日の通常営業の時間帯である8:00-18:00は、通常のパスポートで入ることができる。
東京ディズニーシーでは、『カウントダウン・パレード』のようなイベントは営業時間中には行われていない（営業時間外、早朝や深夜にリハーサルを実施することはある）。
2006年、2007年とも12月28日、12月29日に東京ディズニーランドの通常営業時に来園したゲストにはその日の15:00から東京ディズニーシーに来園できる特別パスポートを購入できる。

## 2006年

### 実施概要
- 初日となった2006年12月28日はゲスト入場に時間がかかり、結果パレードスタートを当初予定から30分遅らせた。翌29日は円滑な客入れが行われ予定通りのパレードとなった。
- 両日とも強風によりカウントダウン直後の花火は中止となった。
- パレード最後尾はミニーマウスがリマウジンに載って登場したが、31日のパレードと衣装は違っていた。

### パスポート
パスポートは2006年9月4日-9月21日に先行発売、9月22日-12月29日に一般発売。先行発売と一般発売では購入できる場所が異なる。どちらも予定枚数が終了次第販売終了予定だったが、実際は当日券が若干窓口で販売された（途中で売り切れた）。

#### 先行発売パスポート販売場所
- JALツアーズ
- チケットぴあ
- ローソンチケット

#### 一般発売パスポート販売場所
- 東京ディズニーリゾート オンライン予約・購入
- 東京ディズニーランド ゲストリレーションウィンドウ(パーク外)
- 東京ディズニーシー 団体チケットブース
- ディズニーストア
- JRの窓口（一部を除く）
- 主な旅行会社
- 各コンビニエンスストア
- JALツアーズ
- チケットぴあ
- ローソンチケット